# Карпентерс-холл
Карпентерс-холл — здание профессиональной гильдии плотников в историческом центре Филадельфии, первой столицы Соединённых Штатов Америки. Место проведения Первого Континентального конгресса тринадцати колоний Северной Америки с 5 сентября по 26 октября 1774 года. С 1970 года — национальный исторический памятник США.
Цеховое объединение плотников города и округа Филадельфия было основано в 1724 году, но поначалу, не имея собственного помещения, собиралось в тавернах. Двухэтажное кирпичное здание для проведения собраний было построено в 1775 году на участке, приобретённом Бенджамином Локсли, Робертом Смитом и Томасом Невеллом. Оно и поныне находится в собственности гильдии плотников, объединяющей теперь крупнейших архитекторов, строительных подрядчиков и инженеров-строителей и ставшей к XXI веку старейшим в США действующим профессиональным содружеством. Роберт Смит спроектировал Карпентерс-холл в георгианском стиле, американский вариант которого позже назовут федеральной архитектурой, взяв за образцы ратуши его родной Шотландии и палладианские виллы Италии.
Первое собрание гильдии в новом доме состоялось 21 января 1771 года.
В 1774 году умеренная Провинциальная ассамблея провинции Пенсильвании не предоставила своё здание делегатам тринадцати британских колоний для проведения в Филадельфии съезда. Капентерс-холл стал тем местом, где прошёл Первый Континентальный конгресс. Именно здесь был принят запрет ввоза рабов на территорию этих колоний, ставший первым шагом на пути к отмене рабовладения в британской Северной Америке, и подписана Континентальная ассоциация, санкционирующая бойкот на торговлю с Великобританией.
В 1777 году в ходе американской войны за независимость здание ненадолго было занято британскими войсками, разместившими здесь госпиталь. Карпентерс-холл за свою долгую историю использовался многими организациями — здесь проходили заседания старейшей в США Библиотеки Филадельфии, основанной Бенджамином Франклином; собиралось Американское философское общество; работала таможня; в разное время располагались конторы Первого и Второго банка Соединённых Штатов. В ночь с 31 августа на 1 сентября 1798 года из кассы банка Пенсильвании в Карпентерс-холле вынесли 163 тысячи долларов, что стало первым в США крупным банковским ограблением.
Сегодня «место рождения Содружества Пенсильвании» — популярный туристический объект, который посещают до 120 000 человек в год, в том числе высокопоставленные лица. Здесь был король Швеции Карл XVI Густав с королевой Сильвией, президент Чехии Вацлав Гавел, губернатор Техаса и будущий президент США Джордж Буш — младший. Вход в здание бесплатный для всех.